# Завет (община)
Вижте пояснителната страница за други значения на Завет.
Община Завет е разположена в Североизточна България и е една от съставните общини на област Разград.

## География

### Географско положение, граници, големина
Общината е разположена в северната част на област Разград. С площта си от 273,872 km2 заема 4-то място сред 7-те общини на областта, което съставлява 11,27% от територията на областта. Границите ѝ са следните:
- на югоизток – община Исперих;
- на югозапад – община Разград;
- на северозапад – община Кубрат;
- на североизток – община Тутракан и община Главиница, област Силистра.

### Природни ресурси

#### Релеф
Община Завет се намира в централната част на Източната Дунавска равнина. Релефът ѝ е равнинен и слабо хълмист, с дълбоко всечени суходолия в източната част, като надморската височина варира от 150 до 300 m и се понижава от юг на север. Южните райони на общината попадат в северната част на Лудогорското плато и тук югоизточно от село Острово, на границата с община Разград се намира най-високата ѝ точка – връх Сиврикеше 334,2 m. Североизточно от село Веселец, в суходолието на река Царацар е най-ниската ѝ точка – 119 m н.в.

#### Води
Община Завет е бедна на повърхностно течащи води. В североизточната ѝ част, през село Иван Шишманово и частично по границата с община Исперих и община Главиница преминава част от средното „течение“ на река Царацар. Долината на реката представлява дълбоко всечено сред околния терен суходолие, в което епизодично (през пролетта и при поройни дъждове) протичат водни количества. Югоизточно от град Завет, по границата с община Исперих преминава и част от суходолието на река Чаирлък (ляв приток на Царацар).
На територията на общината има изградени няколко десетки микроязовира, водите на които се използват за напояване на обширните земеделски земи. По-големи от тях са: „Веслец“, „Завет 1“, „Завет 2“, „Острово“ и др.

### Населени места
Общината се състои от 7 населени места. Списък на населените места, подредени по азбучен ред, население и площ на землищата им:
| Населено място | Пребр. на населението през 2021 г. | Площ на землището (в км2) | Забележка (старо име) | Населено място | Пребр. на населението през 2021 г. | Площ на землището (в км2) | Забележка (старо име)           |
| Брестовене     | 2046                               | 54,125                    | Караач, Брястовене    | Острово        | 1454                               | 73,782                    | Голяма ада                      |
| Веселец        | 851                                | 21,452                    | Шеремет кьой          | Прелез         | 610                                | 27,949                    | Юнузлар                         |
| Завет          | 2333                               | 59,738                    | Завид                 | Сушево         | 466                                | 23,511                    | Кара коджалар                   |
| Иван Шишманово | 286                                | 13,315                    | Ени Балабанлар        | ОБЩО           | 8046                               | 273,872                   | няма населени места без землища |

## Административно-териториални промени
- МЗ № 2820/обн. 14.08.1934 г. – преименува с. Хюсеин баба теке (Махзар паша теке) на с. Воден;
- МЗ № 3072/обн. 11.09.1934 г. – преименува с. Караач на с. Брястовене;

– преименува с. Голяма ада на с. Острово;
– преименува с. Юнузлар на с. Прелез;
- МЗ № 3775/обн. 07.12.1934 г. – преименува с. Шеремет кьой на с. Веселец;

– преименува с. Ени Балабанлар на с. Иван Шишманово;
– преименува с. Кара коджалар на с. Сушево;
- Указ № 546/обн. 15.09.1964 г. – признава с. Завет за с.гр.т. Завет;
- Указ № 960/обн. 4 януари 1966 г. – отстранява грешката в името на с. Брястовене на с. Брестовене;
- Указ № 1942/обн. 17.09.1974 г. – признава с.гр.т. Завет за гр. Завет;
- Указ № 2294/обн. 26.12.1978 г. – заличава с. Воден поради изселване;
- Указ № 3005/обн. 09.10.1987 г. – отделя с. Брестовене и неговото землище от община Кубрат и го присъединява към община Завет;

– отделя с. Иван Шишманово и неговото землище от община Исперих и го присъединява към община Завет;

## Население

### Етнически състав
Преброяване на населението през 2011 г.
Численост и дял на етническите групи според преброяването на населението през 2011 г., по населени места (подредени по численост на населението):
| Населено място | Численост | Численост | Численост | Численост | Численост | Численост           | Численост     | Населено място | Дял (в %) | Дял (в %) | Дял (в %) | Дял (в %) | Дял (в %)           | Дял (в %)     |
| Населено място | Общо      | Българи   | Турци     | Цигани    | Други     | Не се самоопределят | Не отговорили | Населено място | Българи   | Турци     | Цигани    | Други     | Не се самоопределят | Не отговорили |
| Общо           | 10586     | 1458      | 6423      | 563       | 16        | 413                 | 1713          | 100,00         | 13,77     | 60,67     | 5,31      | 0,15      | 3,90                | 16,18         |
| -------------- | --------- | --------- | --------- | --------- | --------- | ------------------- | ------------- | -------------- | --------- | --------- | --------- | --------- | ------------------- | ------------- |
| Завет          | 3072      | 1017      | 1112      | 271       | 12        | 19                  | 641           | Завет          | 33,10     | 36,19     | 8,82      | 0,39      | 0,61                | 20,86         |
| Брестовене     | 2687      | 282       | 1983      | 158       |           |                     | 117           | Брестовене     | 10,49     | 73,79     | 5,88      |           |                     | 4,35          |
| Веселец        | 978       | 39        | 643       | 16        | 0         | 82                  | 198           | Веселец        | 3,98      | 65,74     | 1,63      | 0,00      | 8,38                | 20,24         |
| Иван Шишманово | 379       | 7         | 330       |           | 0         | 0                   | 37            | Иван Шишманово | 1,84      | 87,07     |           | 0,00      | 0,00                | 9,76          |
| Острово        | 2076      | 68        | 1202      | 111       | 0         | 167                 | 528           | Острово        | 3,27      | 57,89     | 5,34      | 0,00      | 8,04                | 25,43         |
| Прелез         | 753       | 15        | 706       | 0         | 0         | 0                   | 32            | Прелез         | 1,99      | 93,75     | 0,00      | 0,00      | 0,00                | 4,24          |
| Сушево         | 641       | 30        | 447       |           |           |                     | 160           | Сушево         | 4,68      | 69,73     |           |           |                     | 24,96         |

### Вероизповедания
Численост и дял на населението по вероизповедание според преброяването на населението през 2011 г.:
|                     | Численост | Дял (в %) |
| Общо                | 10 586    | 100,00    |
| Православие         | 1 284     | 12,12     |
| Католицизъм         | 13        | 0,12      |
| Протестантство      | 22        | 0,20      |
| Ислям               | 5 466     | 51,63     |
| Друго               | 5         | 0,04      |
| Нямат               | 109       | 1,02      |
| Не се самоопределят | 1 149     | 10,85     |
| Непоказано          | 2 538     | 23,97     |

## Транспорт
През общината преминават частично 4 пътя от Републиканската пътна мрежа на България с обща дължина 52,6 km:
- участък от 16 km от Републикански път II-23 (от km 52 до km 68,0);
- участък от 10,5 km от Републикански път III-205 (от km 43,6 до km 54,1);
- последният участък от 6,4 km от Републикански път III-2304 (от km 10 до km 16,4);
- последният участък от 19,7 km от Републикански път III-4902 (от km 8,9 до km 28,6).

## Топографска карта
- Лист от карта K-35-6. Мащаб: 1 : 100 000.